# Eptesicus bottae
Il serotino di Turchia (Eptesicus bottae  Peters, 1869) è un pipistrello della famiglia dei Vespertilionidi diffuso nell'Ecozona paleartica.

## Descrizione

### Dimensioni
Pipistrello di medie dimensioni, con la lunghezza della testa e del corpo tra 55 e 77 mm, la lunghezza dell'avambraccio tra 42,1 e 50 mm, la lunghezza della coda tra 36 e 59 mm, la lunghezza del piede tra 7 e 10 mm, la lunghezza delle orecchie tra 13 e 18 mm e un peso fino a 21 g.

### Aspetto
La pelliccia è lunga, soffice e densa. Le parti dorsali sono color crema scuro con la base dei peli grigio scura, mentre le parti ventrali sono biancastre con la base dei peli bruno-grigiastra. Il muso è nerastro e largo, dovuto alla presenza di due masse ghiandolari sui lati. Le orecchie sono corte, triangolari, con l'estremità arrotondata e marroni o bruno-nerastre. Il trago è lungo circa la metà del padiglione auricolare, largo e con l'estremità smussata. Le membrane alari sono marroni scure o nerastre e semi-trasparenti. La punta della lunga coda si estende leggermente oltre l'ampio uropatagio. Il calcar è carenato. Il cariotipo è 2n=50 FNa=48.

### Ecolocazione
Emette ultrasuoni a basso ciclo di lavoro sotto forma di impulsi di breve durata con frequenza iniziale di circa 41 kHz e finale di 32,5+0,87 kHz.

## Biologia

### Comportamento
Si rifugia generalmente in gruppi di 2-3 individui nelle crepe di edifici, rovine e nelle fessure tra le rocce. 

### Alimentazione
Si nutre di insetti catturati sopra spazi aperti, specialmente campi coltivati, giardini, palmeti e attorno a luci artificiali.

### Riproduzione
Alcune femmine catturate in Israele nel mese di aprile avevano due embrioni ciascuna.

## Distribuzione e habitat
Questa specie è diffusa in maniera frammentata dalla Turchia meridionale, attraverso il Medio oriente fino al Kirghizistan e all'India ed il Pakistan settentrionale. È presente anche nel Delta del Nilo, in Egitto.
Vive in zone semi-aride e a vegetazione mediterranea, pianure coltivate, giardini, palmeti fino a 2.100 metri di altitudine.

## Tassonomia
Sono state riconosciute 7 sottospecie:
- E.b.bottae: Arabia Saudita occidentale, Yemen;
- E.b.anatolicus (Felten, 1971): Turchia meridionale;
- E.b.hingstoni (Thomas, 1919): Iraq orientale, Iran occidentale, Kuwait;
- E.b.innesi (Lataste, 1887): Delta del Nilo, Sinai meridionale, Israele, Giordania occidentale, Libano, Siria;
- E.b.ognevi (Bobrinskii, 1918): Georgia, Armenia, Azerbaigian, Uzbekistan, Turkmenistan, Kirghizistan occidentale, Tagikistan, Kazakistan meridionale, Iran e Afghanistan settentrionali;
- E.b.omanensis (Harrison, 1976): Oman, Emirati Arabi Uniti orientali;
- E.b.taftanimontis (de Roguin, 1988): Afghanistan nord-orientale, Pakistan settentrionale, India settentrionale.

## Conservazione
La IUCN Red List, considerato il vasto areale e la mancanza di minacce, classifica E.bottae come specie a rischio minimo (Least Concern)).